# Nefertari (19e dynastie)
Nefertari (Nefertari Merenmoet) (ca. 1300-1250 v.Chr.) was de vrouw van farao Ramses II, die als zijn evenknie de zeer invloedrijke functie met de titel van Godsvrouw van Amon bekleedde. Dit is de opperpriesteres die de dagelijkse rituelen in de tempel samen met de farao uitvoerde, en aan het hoofd daarvan stond.
Haar volledige naam is Nefertari Merenmoet. Deze toevoeging betekent geliefd door Moet, wat ook naar haar functie verwijst. Ze trouwde op dertienjarige leeftijd met de toen vijftienjarige Ramses, nog voordat hij de troon besteeg. Ze bleef zijn favoriete vrouw en een belangrijk raadgeefster tijdens zijn lange regeerperiode. Mede daarom wordt zij in Aboe Simbel even groot als haar man afgebeeld.
Toch heeft niet een van haar kinderen (ze had waarschijnlijk vier zonen en twee dochters), maar Merenptah, de zoon van Ramses' tweede vrouw Isisnofret, Ramses opgevolgd. Na haar dood werd Isisnofret Ramses' belangrijkste vrouw.
Haar graftombe is gevonden in de Vallei der Koninginnen en is ontdekt door Ernesto Schiaparelli in 1904. In de jaren 1980 werd het graf volledig gerestaureerd en het wordt gezien als het mooiste graf van de Vallei der Koninginnen. Het bezoek aan de tombe is onderworpen aan zeer strenge regels. Zo mogen er een maximaal aantal mensen per dag naar binnen en mogen er maar een beperkt aantal tegelijk binnen zijn. Ook moet er pauze zijn tussen de groepen, zodat het condens kan worden afgevoerd. 

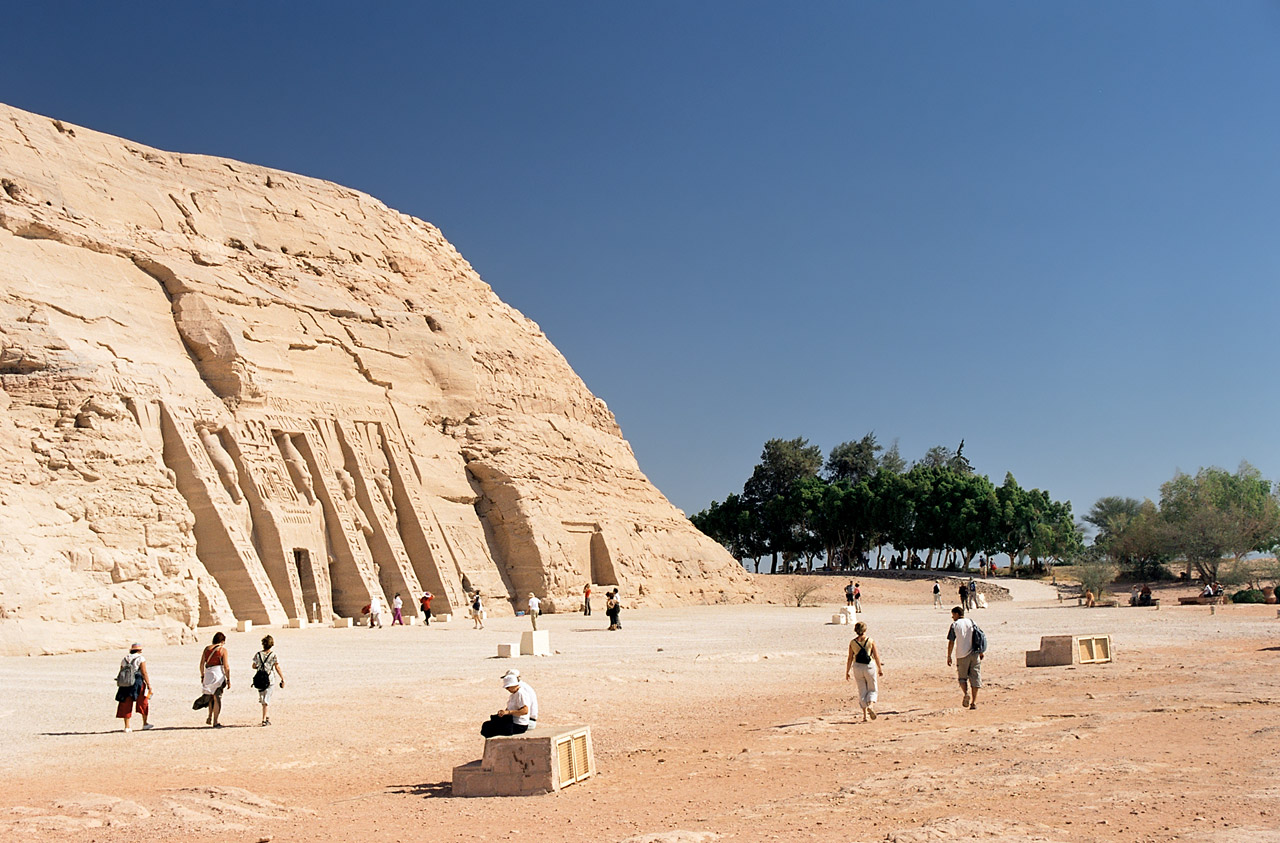
De tempel van Nefertari
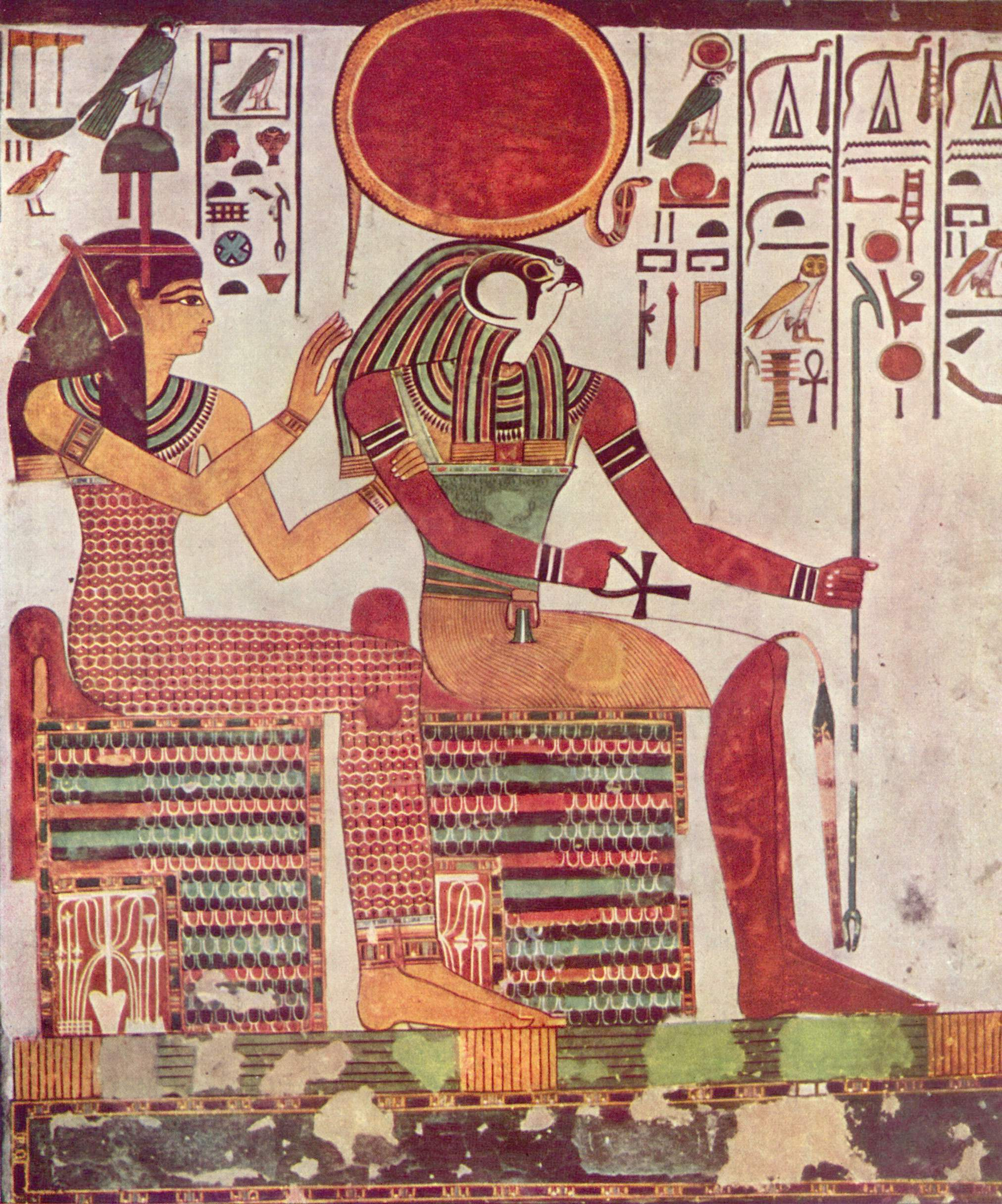
In haar graftombe - met godheid
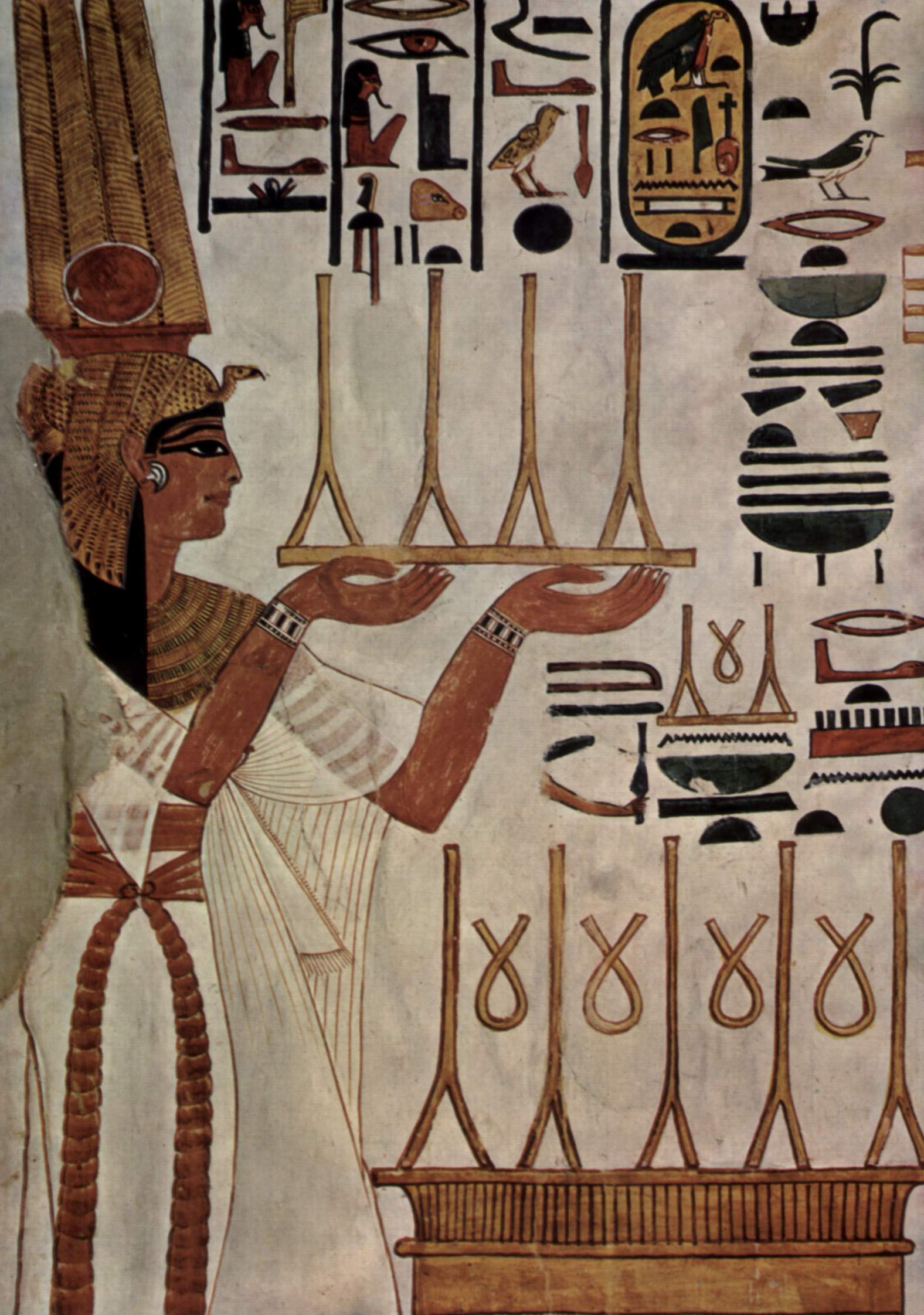
In haar graftombe - offer
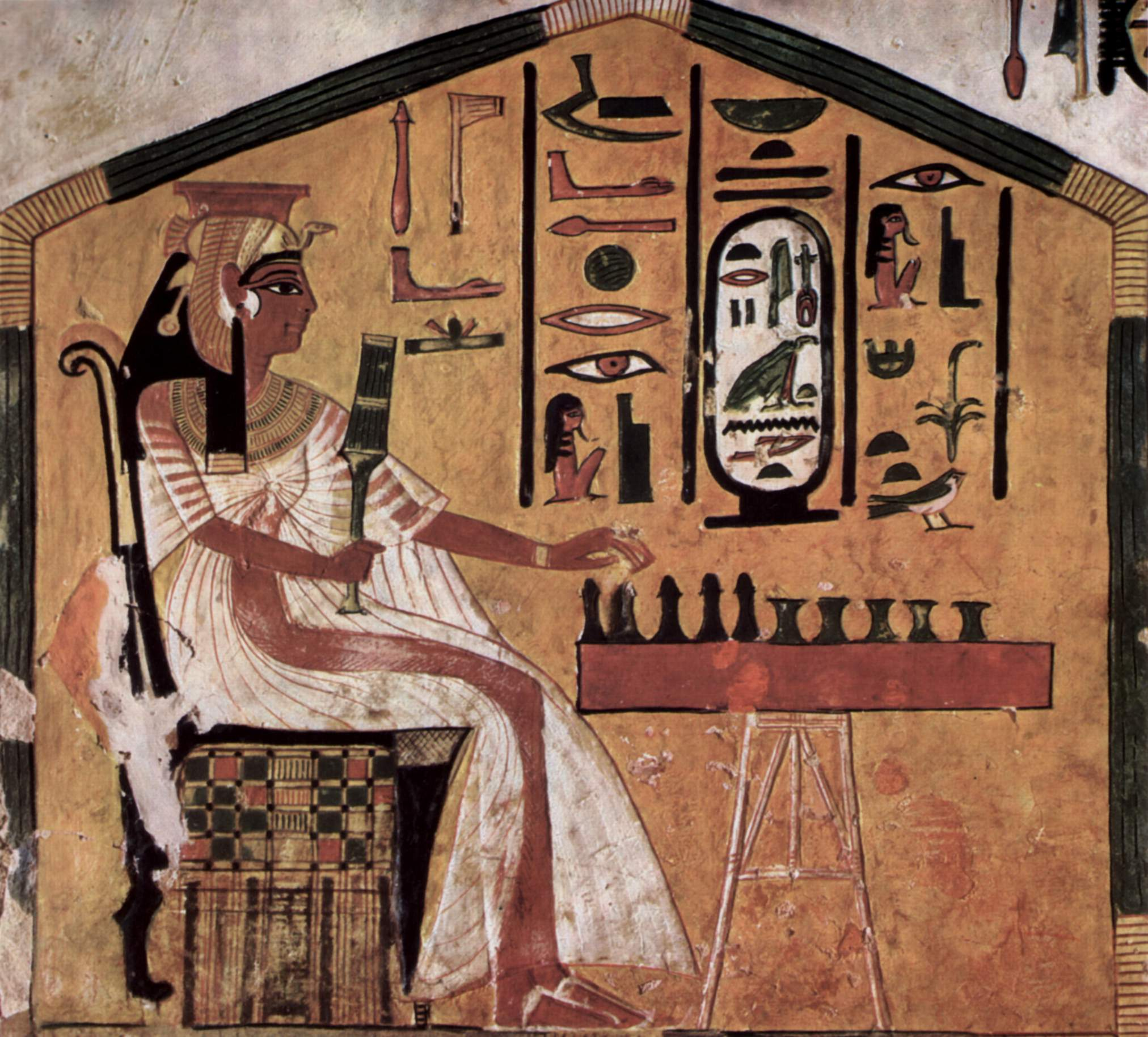
In haar graftombe - bordspel

Literatuur
- Michael E. Habicht, Raffaella Bianucci, Stephen A. Buckley, Joann Fletcher, Abigail S. Bouwman, Lena M. Öhrström, Roger Seiler, Francesco M. Galassi, Irka Hajdas, Eleni Vassilika, Thomas Böni, Maciej Henneberg, Frank J. Rühli: Queen Nefertari, the Royal Spouse of Pharaoh Ramses II: A Multidisciplinary Investigation of the Mummified Remains Found in Her Tomb (QV 66). In: PLOS ONE. vom 30. November 2016, doi:10.1371/journal.pone.0166571.